# Marguerittes
Marguerittes – miejscowość i gmina we Francji, w regionie Oksytania, w departamencie Gard.
Według danych na rok 1990 gminę zamieszkiwało 7548 osób, a gęstość zaludnienia wynosiła 298 osób/km² (wśród 1545 gmin Langwedocji-Roussillon Marguerittes plasuje się na 30. miejscu pod względem liczby ludności, natomiast pod względem powierzchni na miejscu 272.).